# Sevno, Šmartno pri Litiji
Sevno je vas v skrajnem jugovzhodnem delu Občine Šmartno pri Litiji, ki stoji na prisojnem pobočju vinorodnega Sevniškega hriba (577 m) v južnem, gričevnatem delu Posavskega hribovja med številnimi zidanicami. Od tam sega pogled proti Gorjancem, Kočevskem in Snežniku.  
Sevno leži na stiku panonskega, alpskega in dinarskega sveta v okviru 45 km dolgega in od 3 do 12 kilometrov širokega pasu od Ljubljanskega barja do Raduljskega hribovja. Na tem območju se stikajo različne tektonske in kamninske enote.
Povprečna letna temperatura v Sevnem je 8,9 °C, januarska -1,1 °C in julijska 18,2 °C. Kraji v kotanjah imajo okrog stopinje nižje povprečje. Vzrok je toplotni obrat, ki je najmočnejši v decembru.
Vegetacijska doba v Sevnem je 241, poljedelska sezona pa 171 dni. Obdobje s temperaturami pod 0 °C traja povprečno 47 dni, v krajih s toplotnim obratom pa več kot tri tedne dlje.
Količina padavin se manjša z oddaljevanjem od glavnih reliefnih ovir za vodonosne zračne tokove z jugozahoda. Tako ima Sevno kljub izpostavljeni pobočni legi le 1.266 mm padavin. Prvi višek nastopi poleti, drugi pa jeseni. Prevladujejo poletne konvekcijske, proti zahodu pa so vse izrazitejše jesenske frontalne (ciklonske) padavine.